# Starzawa (rejon mościski)
Starzawa (ukr. Старява) – wieś na Ukrainie w obwodzie lwowskim, w rejonie jaworowskim (do 2020 roku w rejonie mościskim). Leży na Płaskowyżu Tarnogrodzkim, przy polskiej granicy, naprzeciw polskiej Starzawy. Liczy 910 mieszkańców.

## Historia
Wieś starostwa przemyskiego Starzow położona była na przełomie XVI i XVII wieku w powiecie przemyskim ziemi przemyskiej województwa ruskiego. W latach 1920–1934 Starzawa stanowiła gminę jednostkową w powiecie mościskim w woj. lwowskim. 1 sierpnia 1934 roku w związku z reformą scaleniową Starzawa weszła w skład nowo utworzonej zbiorowej gminy Małnów w powiecie mościskim. Po wojnie znalazła się w ZSRR, ale w 1948 roku zachodnia część wioski z powrotem znalazła się w Polsce.
Nie mylić z pobliską Starzawą w rejonie starosamborskim.